# Marina Ricolfi Doria
Titre
Épouse du prétendant au trône d’Italie
18 mars 1983 – 3 février 2024
(40 ans, 10 mois et 16 jours)
Marina Ricolfi Doria, dite Marina Doria, née le 12 février 1935 à Genève, est une skieuse nautique suisse. Par son mariage avec Victor-Emmanuel de Savoie, prétendant au trône d'Italie, elle est connue sous le nom de Marina de Savoie.
Elle est la mère d'Emmanuel-Philibert de Savoie, chef de la maison de Savoie depuis la mort de son père en 2024.

## Biographie
Née à Genève le 12 février 1935, Marina Ricolfi Doria est la fille de Renato Italo Ricolfi Doria (1901-1970), champion de water-polo aux Jeux olympiques de 1920  et entrepreneur suisse (fondateur d'une entreprise de fabrication de biscuits, Les Biscuiteries Doria à Genève, rachetée par la chaîne de boulangeries suisses Pouly), et de sa femme Iris Amalia Benvenuti (1905-2004), mariés en 1930. Elle suit les cours de l'école internationale de Genève, puis étudie l'histoire de l'art.
Marina Doria épouse civilement à Las Vegas le 11 janvier 1970, puis religieusement en la chapelle italienne de l'institut Don Bosco à Téhéran le 7 octobre 1971 le prince Victor-Emmanuel de Savoie, prétendant au trône d'Italie de 1983 à 2024, avec lequel elle noue une idylle dès 1960, sans obtenir le consentement du roi Humbert II d'Italie. Ces deux cérémonies matrimoniales sont célébrées en l'absence des membres de la maison de Savoie,. 
Le couple a un fils : Emmanuel-Philibert, né à Genève le 22 juin 1972,.
Le 3 février 2024, Marina Doria devient veuve au décès de son mari Victor-Emmanuel advenu à Genève.

## Palmarès sportif
Marina Doria est la première skieuse nautique européenne à remporter la médaille d'or au classement général aux Championnats du monde en 1957 (elle avait terminé deuxième en 1955). Elle obtient aussi, quatre titres mondiaux de 1953 à 1957, douze titres européens et vingt-trois titres suisses, dont cinq consécutifs. Cependant, un accident de saut met fin à sa carrière sportive en 1958.
Elle intègre le Hall of Fame de la Fédération internationale de ski nautique en 1991.

## Honneurs
Marina Ricolfi Doria a reçu les ordres suivants :
- Dame grand-croix de l'ordre des Saints-Maurice-et-Lazare ;
- Dame grand-croix de justice de l'ordre sacré et militaire constantinien de Saint-Georges.